# Монік (порноакторка)
Монік (англ. Monique), справжнє ім'я Шаммара Абдул-Хаалік (англ. Shammara Abdul-Khaaliq; нар. 20 січня 1975, Сан-Дієго, Каліфорнія, США) — американська порноакторка.

## Номінації та нагороди
- 2001 AVN Award номінація — Best Anal Sex Scene, Video — The Voyeur #17[3]
- 2002 AVN Award номінація — Best Sex Scene in a Foreign Release — Euro Angels Hardball 11 (Clark Euro Angel/Evil Angel) with Loureen Hill, Reapley, Mercedes, Hatman, Suzy, Leslie Taylor, Alberto Rey & David Perry[4]
- 2002 AVN Award номінація — Female Performer of the Year[4]
- 2003 AVN Award номінація — Best Anal Sex Scene, Video — D.P.G.'s[5]
- 2005 AVN Award номінація — Best Oral Sex Scene, Video — Black Ass Candy
- 2005 AVN Award номінація — Best Threeway Sex Scene, Video — The Pussy Is Not Enough 2[6]